# Aeroportul Ankang Fuqiang
Aeroportul Ankang Fuqiang (IATA: AKA, ICAO: ZLAK) este un aeroport din Hanbin District⁠(d), Ankang⁠(d), Shaanxi, Republica Populară Chineză ce deservește zona Ankang⁠(d). Aeroportul a fost tranzitat în 2022 de 184.543 de pasageri.
aeroportul dispune de o singură pistă.